# Tschierv
Tschierv (tot 1943 officieel in het Duits Cierfs) is een plaats in het Zwitserse kanton Graubünden. Tschierv telt 172 inwoners en was tot 2008 een zelfstandige gemeente.

## Geschiedenis
Op 1 januari 2009 fuseerde Tschierv met Fuldera, Lü, Müstair, Santa Maria Val Müstair en Valchava tot de gemeente Val Müstair.
- Historisch woordenboek van Zwitserland: 001569
- Virtual International Authority File: 141737343